# Klaas Sys
Klaas Sys, né le 30 novembre 1986, est un coureur cycliste belge.

## Palmarès
- 2007
  - 5ea étapes du Tour de Lleida (contre-la-montre par équipes)
  - 2e du Tour de Lleida
- 2009
  - 3e étape du Circuit des Ardennes
  - 3e de Romsée-Stavelot-Romsée
- 2010
  - 2e du Mémorial Gilbert Letêcheur
  - 3e du Circuit Het Nieuwsblad espoirs
- 2011
  - Classement général du Tour Nivernais Morvan
  - 1re et 4e étapes du Tour de Guadeloupe
  - 2e de Romsée-Stavelot-Romsée
  - 2e du Tour de Guadeloupe
  - 2e du Tour du Pays du Roumois

## Classements mondiaux
| Année            | 2006  | 2007 | 2008 | 2009 | 2010 | 2011 |
| ---------------- | ----- | ---- | ---- | ---- | ---- | ---- |
| UCI America Tour |       |      |      |      |      | 40e  |
| UCI Europe Tour  | 1093e | 496e | 711e | 873e | 495e |      |